# Cynorta infracta
Cynorta infracta is een hooiwagen uit de familie Cosmetidae.